# 臺灣台語推薦用字
臺灣台語推薦用字，一般簡稱部薦字，為臺語書寫系統的漢字建議用字表，實施單位為中華民國教育部。

## 簡介
推薦用字於2009年9月中發布完700個字，並發布於教育部國語推行委員會（國語會）的網站，免費供一般社會人士與學生等下載運用。現在可在教育部語文成果網獲得。
台灣官方以4年時間整理的用字，第一批推薦用字於2007年5月30日頒布，共有300字， 2008年5月1日公佈第2批100字， 2009年10月2日公佈最後一批300字。這700個字基本上已經標準化了台語用字。未來如果有需要再增加推薦用字的話，國語會將再補。

### 國語會選字標準
選用字之時，國語會的標準如下：
- 使用本字：本字為意義相近，且發音與古代韻書反切相近者，臺灣傳統臺語文所用漢字多為傳統用字，例如「山」、「水」、「天」。部分台語用字與古漢語一致，例如「箸」（筷子）、「沃」（澆）、「行」（走）、「走」（跑）、「倩」（僱用）、「晏」（晚）、「食」（吃）、「青盲」（失明）、「才調」（本事）等。
- 訓用字（訓讀字）：若是不清楚本字為何，則採用現代標準漢語中，用字接近台語字音與字意的字來做訓讀，例如「戇」（gōng）、「挖」（óo/ué）。
- 借音字：若是台語本字不清楚，再加上現代標準漢語無接近臺語字意的用字，而民間習慣使用音接近之字，則採用借音字，例如「嘛」（mā，也）、「佳哉」（ka-tsài，幸虧）、「磅空」（pōng-khang，隧道）等。
- 傳統習用字[9]：一些有本字，但已有大量通行的訓用、借音或台閩字（教育部稱這三種為俗字），或是本字過於艱深晦澀，則使用通行的俗字，不用本字，例如「會曉」的「會」（訓讀 ē，本字為「解」）[10]、「臺灣人」的「人」（訓讀 lâng，本字為「儂」）[11]、「你」（訓讀 lí，本字為「汝」）、「蚵仔麵線」的「蚵」（借音 ô，本字為「蠔」）[9]、「代誌」（借音 tāi-tsì，或認為本字為「事志」）[12]、田（訓讀 tshân，本字為「塍」）[8]。但是本字會被列為異用字，不視為錯字。
- 合音字：由於合音字的界線和用字都還有太多爭議，因此合音字仍以原本的多音節詞撰寫[13]，例如落去（合音lueh）、佗位（合音tueh）、昨昏（合音tsa̋ng）、啥人（合音siáng）。但少數極常用的合音字，已受廣泛接受的，則有合音字，例如阮（「我人」合音）[14]、莫（「毋愛」合音）、袂（「無會」合音）[15]。
- 臺語有許多日語詞，教育部的臺語常用詞辭典皆為直接列出日文，並標註臺羅拼音，尚未有推薦用字。

現況上也配合台灣每縣市1到3位鄉土語言指導員，來幫助臺語的語言政策並藉以研發鄉土語言等課程發展。

### 臺灣台語常用詞辭典
2008年10月17日公佈《臺灣閩南語常用詞辭典》（試用版），收錄一萬六千個常用臺語詞彙及單音字。2009年10月國語會有計畫出版《臺灣閩南語常用詞辭典》。2024年，更名為《臺灣台語常用詞辭典》。

## 用字舉例
| 台語漢字 | 台羅音標 | 國語意義          | 台語漢字 | 台羅音標           | 國語意義   |
| -------- | -------- | ----------------- | -------- | ------------------ | ---------- |
| 伊       | i        | 他 / 她 / 牠 / 它 | 仝       | kâng               | 相同的     |
| 予       | hōo      | 給、被            | 濟       | tsē / tsuē         | 眾多的     |
| 臆       | ioh      | 猜測              | 捒       | sak                | 推         |
| 耍       | sńg      | 玩樂              | 抾       | khioh              | 撿拾       |
| 擲       | tàn      | 丟擲              | 囥       | khǹg               | 放置       |
| 毋       | m̄        | 不                | 歇       | hioh / heh / hennh | 休息       |
| 睏       | khùn     | 睡覺              | 足       | tsiok              | 非常地     |
| 媠       | suí      | 美麗的、英俊的    | 䆀       | bái                | 醜陋的     |
| 踅       | se̍h      | 轉動、繞行        | 泅       | siû                | 游泳       |
| 捀       | phâng    | 端(手)            | 縛       | pa̍k                | 綑綁       |
| 囝       | kiánn    | 兒子              | 攑       | gia̍h               | 拿、舉、抬 |
| 覕       | bih      | 躲藏              | 沃       | ak                 | 澆(水)     |
| 甌       | au       | 杯子              | 蹛       | tuà                | 居住       |
| 刣       | thâi     | 宰殺              | 傱       | tsông              | 奔跑       |
| 睭       | tsiu     | 眼睛              | 賰       | tshun              | 剩餘       |
| 撨       | tshiâu   | 調整              | 倩       | tshiànn            | 聘用       |
| 挵       | lòng     | 撞擊              | 搝       | giú                | 拉、扯     |
| 喝       | huah     | 喊、吼            | 啉       | lim                | 飲用       |
| 徛       | khiā     | 站立              | 遐       | hia                | 那裡       |

## 問題與建議
推薦用字在推動初期受到不少質疑聲浪。2011年在教育部召開公聽會檢討首部官方版臺語辭典時，桃園社區大學劉志鴻表示，發布的七百個推薦字當中的四百多字有待商榷，有爭議的用字不宜貿然推行到學校教學及編成辭典。例如：
- 意為貧窮人的“散凶（散鄉）人”、“散赤（散食）人”、“瘦呷（瘦吃）人”。

而台中市海洋台語文研究學會理事長林紹良則認為，至少有一成要檢討修訂，舉例：
- 螞蟻非哺乳類動物，「狗蟻」建議應作「蚼蟻」；
- “公公、婆婆”依傳統古漢字應寫成“唐官、唐家”。[20]

推薦用字在公布初期，曾引發立法委員關注。立法院據此提出多次質詢。如：
- 2009-10-12立法委員陳亭妃質詢教育部公布第三批推薦用字。
- 2010-01-24（TVBS報導）立委李慶安：「教育部長杜正勝，你搞一些很奇怪的字，很困難的拼音之後，說都說不出來了，本來家裡媽媽還會教，到學校一學不會講了，結果我們用教會拼音，通用拼音、托羅巴拼音，結果不會唸，那你研究了半天，在研究什麼啊！」
- 2011-04-26（自由時報）立委管碧玲表示，語言採集成文字，要注重其「原始意涵及歷史淵源」，而非採用音譯法即可，音近但無意義，日本人也曾編過日台辭典，取原始意義建立文字資料。

## 現況
- 教育單位曾表示推薦用字並非強制標準，而是希望從日常生活例如卡拉OK伴唱帶開始推廣。因此也推出「臺灣閩南語卡拉OK正字字表」。

## 外部連結
- 臺灣閩南語卡拉OK正字字表 （页面存档备份，存于）
- 臺灣閩南語漢字輸入法 （页面存档备份，存于）
- 臺灣閩南語常用詞辭典 （页面存档备份，存于）